# Klaverstraat

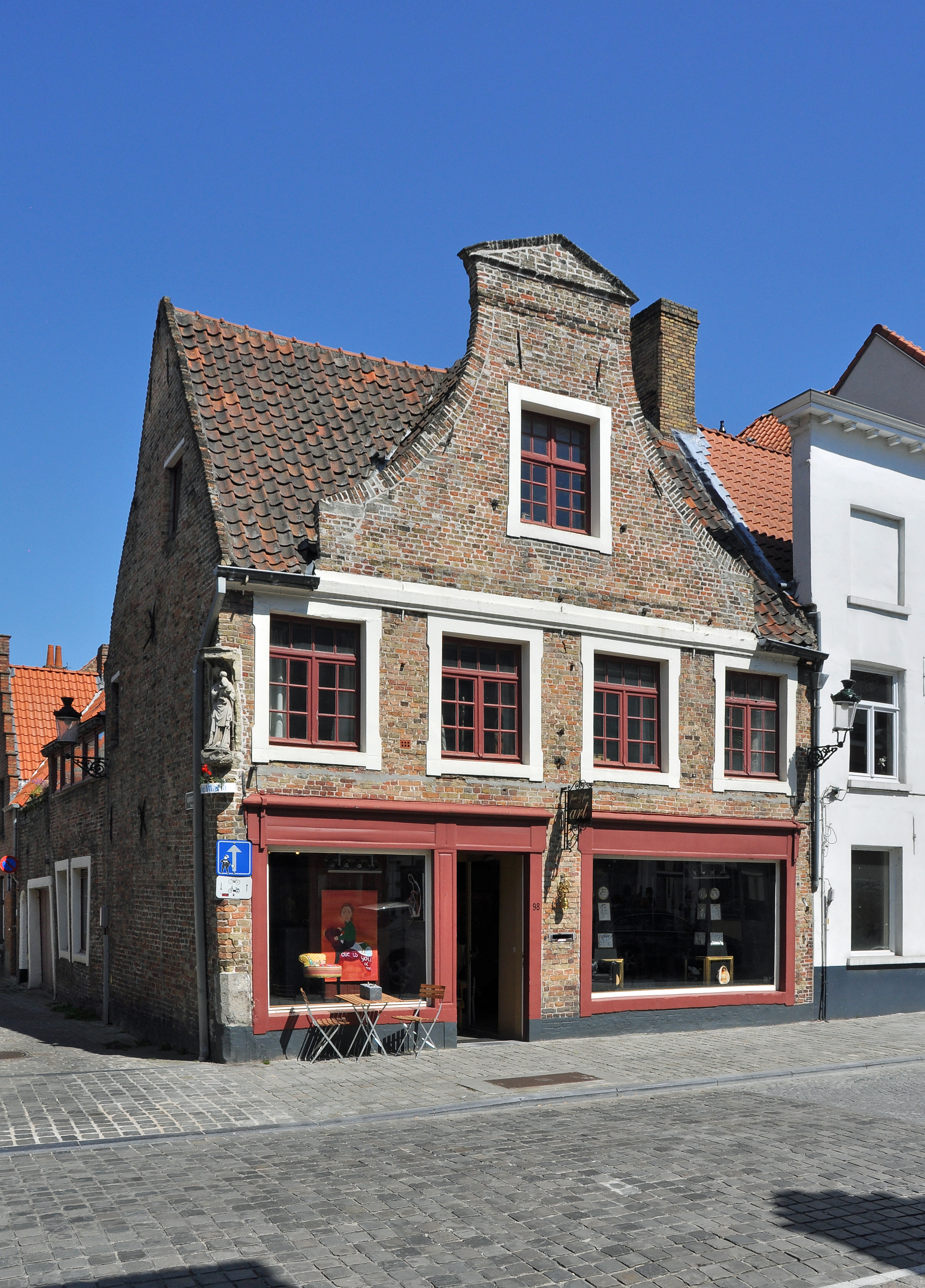
Huis "De Klaver" op de hoek van Ezelstraat en Klaverstraat

De Klaverstraat is een straat in Brugge.

## Beschrijving
In de stadsrekening van 1337 stond deze straat vermeld als de Lodewijk van Casselstraat. De reden was duidelijk: in de strate daer Lois' husinghe van Cassele in staet.
In de loop van de 18de eeuw werd op de hoek van die straat, in de Ezelstraat, een huis gebouwd dat de naam De Klavere kreeg. Stilaan sprak men in de volksmond over de Klaverstraat. Het bleef echter officieel de Lodewijk van Casselstraat, tot het Brugse stadsbestuur in 1936 de volksmond gelijk gaf en de straat omdoopte tot Klaverstraat. Een zijstraat werd de Biezenstraat.
Het is in de Louis van Casselstraat dat Achiel Van Acker geboren werd.
De Klaverstraat loopt van de Ezelstraat naar de Sint-Jorisstraat.